# Квятковський Іван Іванович
Іва́н Іва́нович Квятко́вський  — київський художник-іконописець першої чверті XIX століття. Дворянин.
Відомий розписами житлових та сакральних приміщень Києво-Печерської лаври:
- На поч. XIX ст. в будинку блюстителя Дальніх печер прикрасив стіни розписами та ліпленням;
- 1813 року розписав в Успенському соборі вівтарі Святого апостола первомученика і архідиякона Стефана [1];
- 1817 року наново розписав інтер'єр лаврської церкви Різдва Пресвятої Богородиці (під час Другої світової війни розписи були дуже пошкоджені, у 1966—1970 храм відреставрували.)
- Розписав сюжетним і орнаментальним живописом інтер'єр Аннозачатіївської церкви [2] [3].

Брав участь в розписі іконостасу, датованого 1825 роком, для Богоявленського собору в Києві .